# Piel negra, máscaras blancas
Piel negra, máscaras blancas es un libro de 1952 escrito por Frantz Fanon originalmente publicado en francés como Peau noire, masques blancs.
En este estudio, Fanon utiliza el psicoanálisis y la teoría psicoanalítica para explicar los sentimientos de dependencia e insuficiencia que las personas de raza negra experimentan en un mundo occidental. Habla de la autopercepción dividida de la personalidad negra que ha perdido su originalidad cultural nativa y ha adaptado la cultura de la madre patria. Por el complejo de inferioridad generado en la mente de la personalidad negra, que tratará de imitar y apropiarse del código cultural del colonizador. Fanon argumenta que el comportamiento es aún más evidente en las personas de raza negra ambiciosas y educadas que son las que pueden darse el lujo de adquirir los símbolos de la cultura blanca. Fue originalmente formulado para combatir la opresión de los negros, pero las ideas de Fanon todavía son influyentes hoy, siendo utilizado por diversos grupos, como los palestinos, los tamiles, los afroamericanos y otros, en su lucha por la autonomía cultural y política. Fanon presenta tanto una interpretación histórica como una acusación social subyacente.

## Resumen
Fanon describe cómo la adopción del idioma y cultura francesa por parte de los colonizados no garantiza la inclusión en el sistema colonial, sino una pérdida cultural y un sentido de inferioridad.  El occidental considera al negro inherentemente inferior a sí mismo. 
El libro habla de cómo muchos negros, al vivir en un mundo donde los blancos tienen el poder, empiezan a pensar que ser blanco es mejor. Esto hace que algunas personas negras traten de parecerse a los blancos en su forma de hablar, vestir, o comportarse. Fanon llama a esto “llevar una máscara blanca”, es decir, esconder su identidad negra para intentar ser aceptado. Pero esto causa sufrimiento, porque no se puede cambiar el color de la piel, y la sociedad racista sigue tratando mal a la persona negra aunque se esfuerce por encajar.  
Fanon también habla del lenguaje. Explica que cuando una persona negra aprende a hablar como un blanco educado, puede ser tratada con más respeto, pero eso no cambia el racismo. El respeto es superficial. Él dice que el idioma no solo comunica ideas, también muestra poder. Por eso, hablar como los blancos no resuelve el problema del racismo.
Otro tema importante del libro es cómo el racismo afecta el amor y las relaciones personales. Fanon analiza cómo algunas personas negras buscan parejas blancas para sentirse más valiosas, o cómo algunas personas blancas ven a las personas negras como “exóticas” o inferiores. Todo esto, según Fanon, muestra cómo el racismo penetra en lo más profundo de las emociones humanas.
También estudia la psicología del racismo. Fanon describe cómo en la narrativa colonial se describe al colonizado como un deficiente mental sin explorar las causas, mientras que Fanon tiene una explicación diferente: el colonizado está en proceso de pérdida cultural y asimilación, entonces no tiene cimientos para formarse una identidad como persona, y por lo tanto su desarrollo personal es corrompido. Fanon describe como la reacción ante la violencia colonial es el invento de un pasado precolonial mítico, para recuperar una identidad perdida y la falta de autoestima provocada por los constantes ataques del sistema colonial. Fanon dice que el racismo no solo está en las leyes o en la política, sino también en la mente. Muchas personas negras llegan a sentirse inferiores sin darse cuenta, porque han crecido en un sistema que les enseña que ser blanco es mejor. Eso produce confusión, vergüenza y una lucha interna por aceptarse.
El mensaje principal del libro es que el racismo no solo oprime desde fuera, también afecta la forma en que las personas se entienden a sí mismas. Fanon no solo denuncia el racismo externo, sino también el daño psicológico que produce en quienes lo sufren.
El autor propone que el colonizado debe abandonar ideas preconcebidas de un pasado clásico glorioso al cual hay que regresar, y forjarse un futuro de autodeterminación enfocado en el rechazo del proyecto colonial y sus injusticias, en el cual el individuo colonizado abandone la alienación y busque la autenticidad con enfoque al presente y futuro.  En este contexto podrá relacionarse con los demás, colonos y colonizados, de una forma más legítima.

## Recepción
Piel negra, máscaras blancas ha permanecido oscuro durante décadas después de su publicación inicial. Desde la década de 1980, se ha hecho conocido mundialmente como un libro anticolonial y antirracista. Sin embargo, sigue siendo una "obra relativamente menor" en los países de habla francesa, a pesar de su conexión explícita con esos países. Los últimos debates entre los teóricos del nacionalismo, anticolonialismo, decolonialidad y liberación se han centrado principalmente en las últimas obras más revolucionarias de Fanon, en lugar de la explicación psicoanalítica de las relaciones coloniales.
En la serie de anime Psycho-Pass, un personaje se refiere a menudo a este libro, y un ejemplar de la edición francesa de 1965 aparece en una escena.